# 吉和道玄
吉和 道玄（よしわ どうげん、生没年不詳）は、江戸時代の囲碁棋士で、久留米藩碁士。筑後国生まれ、三世本因坊道悦、四世本因坊道策門下、七段上手。道策門下の六天王と呼ばれた一人、家元四家以外で初めて七段上手を認められた。
久留米藩有馬中務大輔領に生まれる。本因坊道悦、後に本因坊道策の弟子となって六段となり、有馬家召し抱えの碁士となって300石を受ける。有馬家から本因坊家に対しての依頼により上手（七段）に進められ、これが家元以外での七段の嚆矢で、後に安井家跡目となった長谷川知仙の七段昇段の先例になった。
本因坊道策門下の小川道的、桑原道節、佐山策元、星合八碩、熊谷本碩の五弟子に、道玄を加えて六天王と称された。遺された棋譜で、道策に先二先番ジゴ、策元に互先1勝1敗、八碩に互先1勝1敗等がある。